# Трахтемирівський монастир
Трахтеми́рівський Успе́нський монасти́р (або Зарубський монастир) — монастир, який був розташований в селі Монастирок, поблизу сучасного села Трахтемирів Канівського району, Черкаської області. Інша назва говорить про близькість села Зарубинці, яке за часів Київської Русі було містом Заруб. Монастир знаходився біля с. Зарубинці в лісі, наприкінці 19 ст. там було ще видно руїни. В ньому прийняв монаший чин Юрій Хмельницький. Головна козацька святиня до 1667 року.

## Історія
Час заснування монастиря невідомий. В Іпатієвському літописі в 1096 і 1168 рр. згадано місто Заруб з монастирем. Біля міста на Дніпрі був «Зарубенецький брід». Але новий монастир був збудований на місці старого Зарубського.
У XII, на початку XIII ст. у монастирі чорноризцем був Георгій Зарубський — давньоукраїнський письменник.
Власник Трахтемирова Остафій Дашкевич зробив заповіт у 1535 році на Печерський монастир у Києві і віддав йому Трахтемирів з монастирем та навколишніми землями.
За Люстрацією 1545 року Зарубинецький монастир Пречистої знищений татарами, зостався лиш один монах. До монастиря належали орні землі, боброві гони, озеро. Печерський монастир був віддав Трахтемирів Київському замку.
У 1578 році привілеєм польського короля Стефана Баторія Трахтемирівський монастир став шпиталем-притулком для поранених і старих козаків.
У 1618 році Зарубинецький монастир називали Успенським, архімандритом тут був Єзекеїл Курчевич. Тут часто перебував (жив) Петро Конашевич-Сагайдачний. До монастиря належав привіз на Дніпрі, озера, пасіки.
Сигізмунд I підтвердив привілеї низових козаків, надані Стефаном Баторієм. В Трахтимирові був прийнятий посол цісаря Рудольфа до низових козаків Еріх Ласота фон Стебнау, який приїжджав на Низ у 1594 р. Осовський тоді давав на його честь обід. В цих часах був козаками відбудований Зарубинецький монастир і шпиталь, «давнім козацьким скарбом».
Особливого розквіту монастир досяг при ігумені Єзекеїлі Курцевичі (1616–1621 роки).
1621 в монастир приїжджав єрусалимський патріарх Феофан. Він посвятив Єзекеїла Курчевича на єпископа володимирсько-бреського. Приймав патріарха Петро Конашевич і провадив його з почтом 3000 козацьким до волоського кордону. Архімандритом тут був далі Антоній Калішевич.
В 1625 тут переховувся Олександр Ахса, якого вимагав видати турецький султан, прикривав його архимандрит Г. Йов Борецький.
Після того, як гетьманом став Петро Дорошенко (1667), запорожці за головний свій монастир почали вважати Межигірський під Києвом, куди був також перенесений їх шпиталь.
1678 турки після Чигирина знищили повністю Трахтемирів. Запорожці відбудували Трахтемирівський монастир, і в ньому Юрій Хмельницький прийняв монаший чин.
У 1741 тут була вже церква. Зарубинецький монастир був відбудований і віданий Василіянам. 1768 гайдамаки спалили у Трахтемирові Василіянський монастир.
Монастир був місцем, де під час повстань під проводом Криштофа Косинського 1593 року і Северина Наливайка 1595 року зберігались зерно, сіль та інші запаси повсталих, переховувались і вони самі. 1596 року за рішенням польського сейму права війська запорозького на монастир були відмінені. Козацький патронат над раніше відібраними володіннями був відновлений у 1601 році. У Ольшанському договорі 1617 року зазначалося, що монастир повинен виконувати лише функції лікарняного закладу.
1638 року, після придушення козацького повстання 1637–1638 років монастир виступив у ролі одного з центрів народного руху, Трахтемирів був визначений місцем перебування державного комісара для нагляду за реєстровими козаками.
В 1855 тут була збудована на місці старої нова дерев'яна церква св. Трійці. Церква була збудована на гроші громади та дідича Віктора Гудим Левковича.